# Schizophyllum variabile
Schizophyllum variabile är en svampart som beskrevs av Sorokin 1890. Schizophyllum variabile ingår i släktet Schizophyllum och familjen oxtungsvampar.   Inga underarter finns listade i Catalogue of Life.